# Pseudebulea fentoni
Pseudebulea fentoni är en fjärilsart som beskrevs av Butler 1881. Pseudebulea fentoni ingår i släktet Pseudebulea och familjen Crambidae. Inga underarter finns listade i Catalogue of Life.